# Malaysische Unihockeynationalmannschaft
Die malaysische Unihockeynationalmannschaft präsentiert Malaysia bei Länderspielen und internationalen Turnieren in der Sportart Unihockey (auch bekannt als Floorball).
2002, 2004 und 2010 nahm Malaysia an Weltmeisterschaften teil. Das beste Resultat erreichte das Team dabei 2002 mit einem 24. Platz.
In Malaysia gibt es etwa 480 Unihockeyspieler, verteilt auf 12 Klubs.

## Platzierungen
| WM   | Austragungsort(e)                              | Platz              |
| ---- | ---------------------------------------------- | ------------------ |
| 2002 | Helsinki                                       | 24. Platz          |
| 2004 | Zürich, Kloten                                 | 25. Platz          |
| 2006 | Helsingborg, Malmö, Botkyrka, Solna, Stockholm | nicht teilgenommen |
| 2008 | Ostrava, Prag                                  | nicht teilgenommen |
| 2010 | Helsinki, Vantaa                               | 27. Platz          |
| 2012 | Zürich, Bern                                   | nicht teilgenommen |
| 2014 | Göteborg                                       | nicht teilgenommen |
| 2016 | Riga                                           | nicht qualifiziert |
| 2018 | Prag                                           | nicht qualifiziert |
| 2021 | Helsinki                                       | nicht qualifiziert |
| 2022 | Zürich, Winterthur                             | nicht qualifiziert |

### AOFC Cup
| Jahr | Austragungsort(e) | Platz              |
| ---- | ----------------- | ------------------ |
| 2017 | Bangkok           | nicht teilgenommen |
| 2019 | Biñan             | 6. Platz           |